# Ornithocheiridae
Die Ornithocheiridae sind eine Familie großer Kurzschwanzflugsaurier, die in der Kreidezeit weltweit vorkamen. Sie waren wahrscheinlich Segelflieger, die wie die heutigen Albatrosse über die Meere glitten und sich von Fisch ernährten.

## Merkmale
Die Ornithocheiridae hatten alle Flügelspannweiten über einem Meter, die meisten erreichten 3 bis 4,5 oder sogar 6 Meter (Coloborhynchus). In China, in der Jehol-Gruppe wurde ein Ornithocheiriden-Ei gefunden, in dem sich ein vermutlich kurz vor dem Schlupf stehender Embryo befand, der eine Flügelspanne von 25 Zentimetern hatte.
Im Unterschied zu den verwandten, zahnlosen Pteranodontidae waren die Kiefer der Ornithocheiridae mit Zähnen versehen, die vorderen waren oft vergrößert. Auf dem Vorderteil der Kiefer befand sich oft ein abgerundeter oder dreieckiger Knochenkamm, der dazu dienen konnte die Stromlinienform der ins Wasser eintauchenden Schnauze zu verbessern.

## Systematik
Die Ornithocheiridae bilden zusammen mit Istiodactylus und den verwandten, zahnlosen Gattungen Pteranodon und Nyctosaurus das Taxon Ornithocheiroidea, eine der vier großen Evolutionslinien der Kurzschwanzflugsaurier.

## Gattungen
- Anhanguera
- Arthurdactylus
- Boreopterus
- Brasileodactylus
- Coloborhynchus
- Haopterus
- Liaoningopterus
- Liaoxipterus
- Ludodactylus
- Ornithocheirus